# Charlie Palmieri
Carlos Manuel "Charlie" Palmieri (Nueva York, Estados Unidos, 21 de noviembre de 1927 – 12 de septiembre de 1988) fue un pianista, compositor y director de orquesta de salsa, jazz afrocubano o jazz latino.

## Comienzos
Sus padres emigraron a Nueva York desde su ciudad natal (Ponce, en Puerto Rico) en 1926, y se asentaron en el Bronx, donde Palmieri nació. Comenzó a tocar el piano de oidas. A los siete años, su padre lo matriculó en la Juilliard School, para recibir lecciones del instrumento. Cuando Palmieri cumplió 14 años, participó en varios concursos de talentos y ganó varios premios junto con su hermano menor, Eddie. Su abuelo, lo introdujo en la música de las bandas de música latina.
En 1943, cuando tenía solo 16 años y continuaba aún en la high school, hizo su debut profesional como pianista con la "Osario Selasie Band". Graduado en 1946, debutó en el mundo discográfico con el tema "Se Va La Rumba", como miembro de la banda de Rafael Muñiz.

## Evolución
En octubre de 1947, Tito Puente, quedó impresionado con Palmieri y le contrató para tocar con su banda en el Copacabana Club; permaneció con Tito hasta 1953, tocando después con numerosas bandas. Trabajó con la Pupi Campo's Band y en el show diario que Jack Paar tenía en la CBS-TV. Palmieri formó también un par de orquestas para tocar en el Palladium Ballroom.
Palmieri trabajó durante varios años en Chicago, aunque regresó a Nueva York y formó una banda llamada "Charanga La Duboney". Mientras tocaba, una noche, en el Monte Carlo Ballroom, Palmieri escuchó a un joven llamado Johnny Pacheco tocando la flauta y quedó impresionado. La mezcla de la flauta de Pacheco con las cuerdas de la orquesta de Palmieri, fueron el origen de la locura por la Charanga en los Estados Unidos. Palmieri firmó con United Artists Records y obtuvo varios éxitos. Sin embargo, Pacheco dejó la banda y United Artists rompió su contrato por un conflicto de intereses con su artista más comercial, Tito Rodríguez. Firmó entonces con Alegre Records y obtuvo nuevos éxitos, con los discos "Cómo bailan la pachanga" y "La pachanga se baila así".
Cuando decayó la popularidad de la pachanga, Palmieri giró hacia el nuevo ritmo de éxito, el Boogaloo, reformando la estructura de su orquesta, dejando aparte las cuerdas y la flauta e incorporando trompetas y trombones, y reduciendo el nombre de su banda a "La Duboney". En 1965, consiguió un nuevo éxito con "Tengo máquina y voy a 60", y en 1967 con "Hay que estar en algo/Either You Have It or You Don't". En 1968, Palmieri grabó "Latin Bugalu" para Atlantic Records.
En la década de 1970, Palmieri ejerció de director musical para el programa de TV, "El Mundo de Tito Puente", además desarrolló una labor pedagógica sobre música latina. En 1971, tras reorganizar su banda, Palmieri comienza a tocar el órgano, colaborando en los discos de su hermano. En 1974, edita un LP titulado "El Gigante del Teclado", del cual se destacaron los éxitos "La hija de Lola", "La vecina" y "El Pan Sobao", con la participación del cantante puertorriqueño Vitín Avilés. Dos años más tarde, en 1976, añadió la melódica en su grabación The Heavyweight, un LP editado por Alegre Records, que también incluyó a Bobby Rodríguez en el bajo, Quique Davlia en los timbales, Papiro Allende en las congas, Willie Rodríguez en los bongos, Roy Román y Lou Laurita en las trompetas, Bobby Nelson en el saxo, Marco Katz al trombón, Harry Viggiano tocando el tres, más los vocalistas Meñique, Julito Villot, y Adalberto Santiago.
Entre los muchos artistas con los que trabajó Palmieri, están su hermano Eddie, Celia Cruz, Tito Puente, Herbie Mann, Ismael Rivera, Rafael Cortijo, Ismael Quintana, Bobby Capo, Mongo Santamaría y Ray Barretto.

## Últimos años
En 1980, Palmieri se instaló en Puerto Rico pero, viajando a Nueva York por razones de trabajo, sufrió un ataque cardíaco. Se recuperó pronto y volvió al mundo de la música en 1988, realizando una gira por el Reino Unido. Palmieri se dedicó a partir de entonces a dar lecciones de piano en el Schuylerville Music Center del Bronx. Ese mismo año, 1988, apareció en la película Salsa.
En 1987 comenzó un proyecto con el percusionista Mongo Santamaría, donde graba lo que se conoce como su último solo en piano en el tema titulado “Mayeya”, del álbum “Soy Yo”.
El 12 de septiembre de 1988, Charlie Palmieri sufrió otro ataque en Nueva York, donde estaba para un concierto como director musical de Joe Cuba. Murió al día siguiente en el Jacobi Hospital del Bronx.

## Discografía

### Como líder
- Easy Does It (United Artists)
- El Gigante (aka Ravel's Bolero in Mambo) (United Artists)
- Cuban Rhythms (United Artists)
- Charanga (1959)
- Pachanga at the Caravana Club (1960)
- Viva Palmieri (1961)
- Salsa Na' Ma' (1962)
- Salsa y Charanga (1964) (Alegre Records)
- Tengo máquina y voy a 60 (1965) (Alegre Records)
- Either You Have It Or You Don't (1966) (Alegre Records)
- Latin Bugalu  (1968) (Atlantic Records)
- Adelante Gigante (1973)
- El Gigante del Teclado (1974) (Alegre Records)
- Electroduro (1974) (Coco records)
- Vuelve el Gigante (1975) (Alegre Records)
- The Heavyweight (1976) (Alegre Records)
- Con Salsa y Sabor (1977)
- Impulsos
- A Giant Step
- Mambo Show

### Integrado en otros grupos
- Alegre All Stars Vol 1 (1961) - Alegre Records
- Alegre All Stars Vol 2 - El Manisero (1964) - Alegre Records
- Alegre All Stars Vol 3 - Lost and Found  (1965) - Alegre Records
- Alegre All Stars Vol 4 - Way Out (1966) - Alegre Records
- Alegre All Stars Vol 5 - They Don't Make 'Em Like Us Anymore (1976) - Alegre Records
- Alegre All Stars Vol 6 - Perdido/Te Invita (1977) (2008) - Alegre Records
- Cesta All Stars Vol 1 - (1975)
- Cesta All Stars Vol 2 - (1976)
- Latin Mann - 1965 (con Herbie Mann) - Columbia Records
- Primo - 1972 (con Cal Tjader) - Fantasy Records
- La Cuna - 1982 (con Ray Barretto)